# Hunzukuc

Flagge der Hunzukuc

Die Hunzukuc (oftmals falsch als Hunza bezeichnet) sind die im Karakorum-Gebiet ansässigen Bewohner des Hunzatals (Pakistan). Die Bevölkerungsstärke wird – je nach Quelle – auf 15.000 bis 80.000 Menschen geschätzt.
Húnzukuc, Hunzukuts oder Hunzakuts (je nach Transliteration) ist der Plural von Húnzo, was in Burushaski „Bewohner von Hunza“ bedeutet. Die Sprecher des Burushaski – der Sprache der Mehrheit im Hunza-Tal – heißen Burushin, pl. Burusho.

## Geschichte

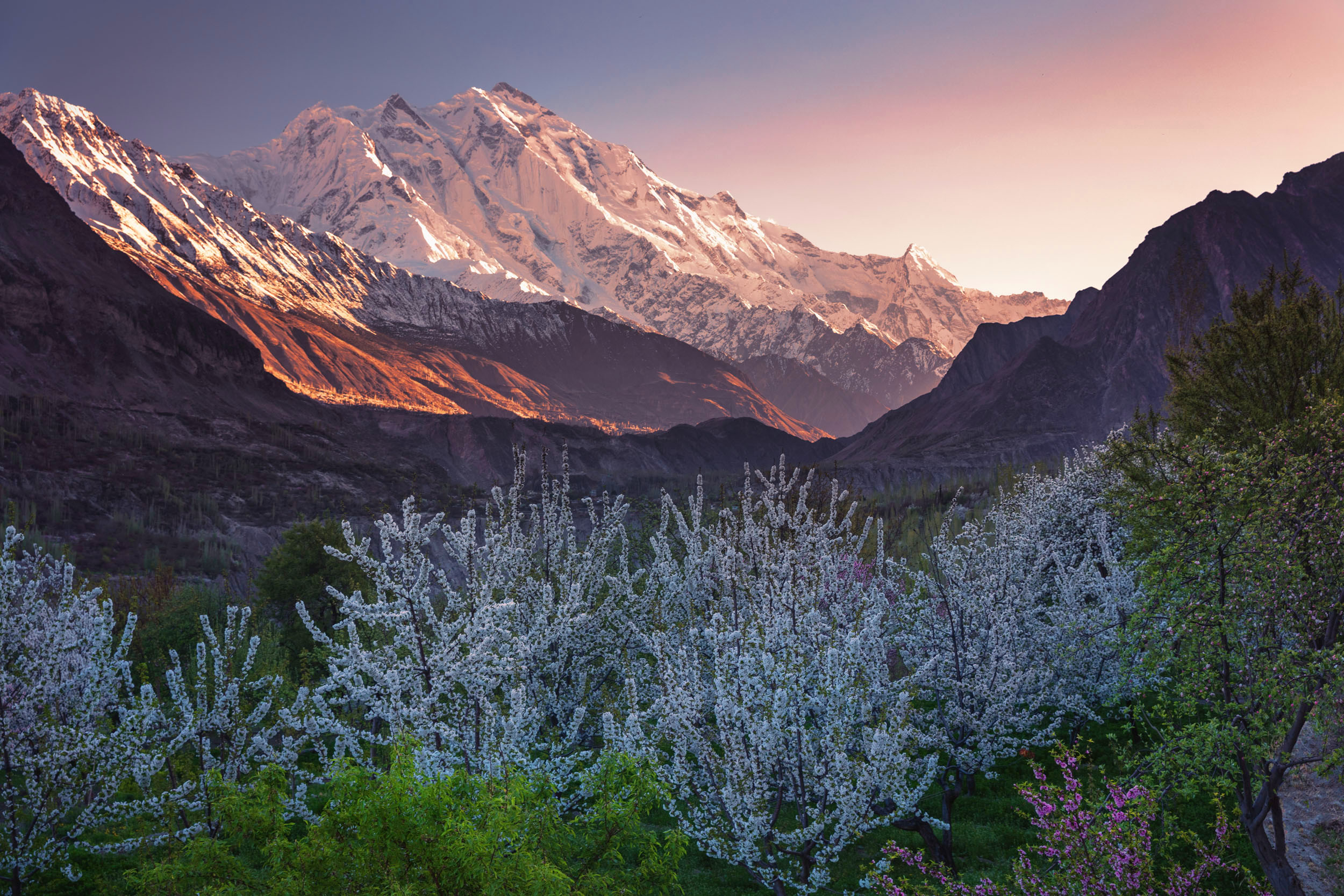
Der Rakaposhi überragt das Hunzatal. Im Vordergrund blühende Aprikosenbäume

In früheren Zeiten waren die Hunzukuc als Krieger und Räuber bekannt und gefürchtet. Da das Hunzatal der schnellste Weg nach Swat und Gandhara war, wurde und wird es für den Warentransport genutzt. Das unwegsame Gelände und die teils kaum mehr als einen halben Meter breiten Gebirgswege machten den Transport mit Lasttieren unmöglich, weshalb die Waren mit Lastenträgerkarawanen transportiert wurden. Diese kamen nur langsam voran, konnten sich nur schwer gegen Überfälle verteidigen und mussten den Hunzukuc Abgaben für die Durchquerung des Tales bezahlen. Verweigerten die Reisenden diese Maut, wurde ihnen von den Hunzukuc die Durchreise verwehrt oder sie wurden überfallen.
Die Ende des 20. Jahrhunderts renovierte Baltit-Burg des Mir („Fürst“) in Baltit (Karimabad), die 62 Zimmer umfasst, und an eine Festung anschließt, zeugt noch heute von den Reichtümern, welche durch die Handelsroute den Hunzukuc zuteilwurden. Die leicht zu verteidigende und isolierte Lage des Hunzatals ermöglichte es den Hunzukuc, über 950 Jahre lang zurückgezogen und weitgehend unabhängig zu leben. Die Bewohner des Tals betrieben keine eigene Geschichtsschreibung, sodass die Ursprünge ihrer Kultur weitgehend im Unklaren liegen. Verschiedene Ethnien, die im Laufe der Zeit die umliegenden Territorien erobert hatten, werden als Urahnen betrachtet, darunter Indo-Griechen, Perser und Hephthaliten; die Landessprache gab aber keine Aufschlüsse über ethnische Abstammungen.
1889 versuchten die Briten Hunza zu erobern, wurden aber zurückgeschlagen. 1892 konnten die Briten die Oberhand gewinnen und das Hunzatal sowie das benachbarte Nagar-Tal erobern. Der Mir der Hunzukuc flüchtete nach China. Die britische Regierung gab die Poststation, die sie kurzzeitig im Hunzatal eingerichtet hatte, bald wieder auf, da das Tal kaum Kontakte mit der Außenwelt unterhielt. Die neuen Oberherrscher überließen das Hunza-Königreich der Selbstverwaltung, mit der Auflage, dass es mit keinen anderen Großmächten der Region paktierte. Nach den Briten übernahm Pakistan die Oberherrschaft im Hunzatal; das Zwergkönigreich sagte sich 1947 von der Region Kaschmir los. 1974 schaffte aber Pakistan alle Kleinkönigreiche auf seinem Staatsgebiet ab. Erst dies war das endgültige Ende der Mir-Herrschaft; und verschaffte den Hunzukuc auch neue Freiheiten, denn viele waren faktisch Leibeigene des Mir gewesen, die nicht in die Welt außerhalb des Tals reisen durften. Der letzte Mir war Muhammad Jamal Khan, der zum einfachen Bürger degradiert wurde.
Die politische Befreiung ging einher mit dem Bau des Karakorum Highway (eröffnet 1978), der das Tal plötzlich für Tourismus und Reiseverkehr erschloss. Statt mit zwei Tagesmärschen war die nächstgelegene Stadt Gilgit nunmehr bloß noch zwei Autostunden entfernt. Die Verwaltung wurde durch nicht einheimische, pakistanische Offizielle übernommen. Mitte der 1990er beherrschte die ehemalige fürstliche Familie das Geschäft mit dem Tourismus: Mohammed Schah Khan und Ghazafar Ali Khan, Bruder und Sohn des letzten Mirs, betrieben Hotelketten und bemühten sich um ein positives Image für ihr Land, welches sie nicht an Sekten und Drogen verlieren wollten. Wohltäter der Region war in den 1990er Jahren vor allem Karim Aga Khan IV., der das Entwicklungsprogramm AKRSP (Aga Khan Rural Support Program) für die ländliche Region auflegte, um Landflucht und Verelendung der noch funktionierenden Dorfgemeinschaften zuvorzukommen. Allerdings nahm durch den Zuzug anderer pakistanischer Gruppen auch religiöse Gewalt zu.
Die Hunzukuc leben vorwiegend von der Landwirtschaft. Der Anbau erfolgt meist auf Terrassenfeldern, die mit Wasser der Gletscher der Umgebung bewässert werden.

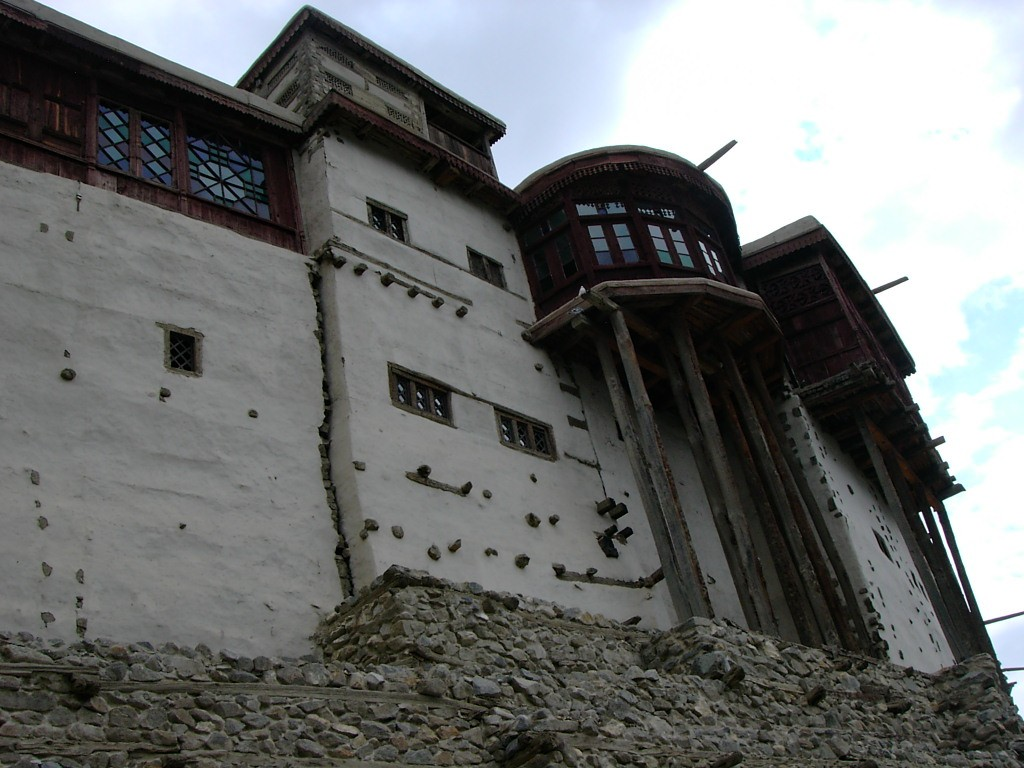
Baltit-Burg

## Sprache
Gesprochen wird im Hunzatal hauptsächlich Burushaski, eine isolierte Sprache, die nur in Nordwest-Kaschmir und den pakistanischen Nordgebieten vorkommt. Daneben werden auch Wakhi, Shina, Khowar und Dumaki gesprochen, wobei Dumaki eine aussterbende Sprache ist, die vor allem von der Jugend nicht mehr verwendet wird.

## Religion
Die meisten Hunzukuc zählen zu den Ismailiten, einem liberalen Zweig des schiitischen Islam.

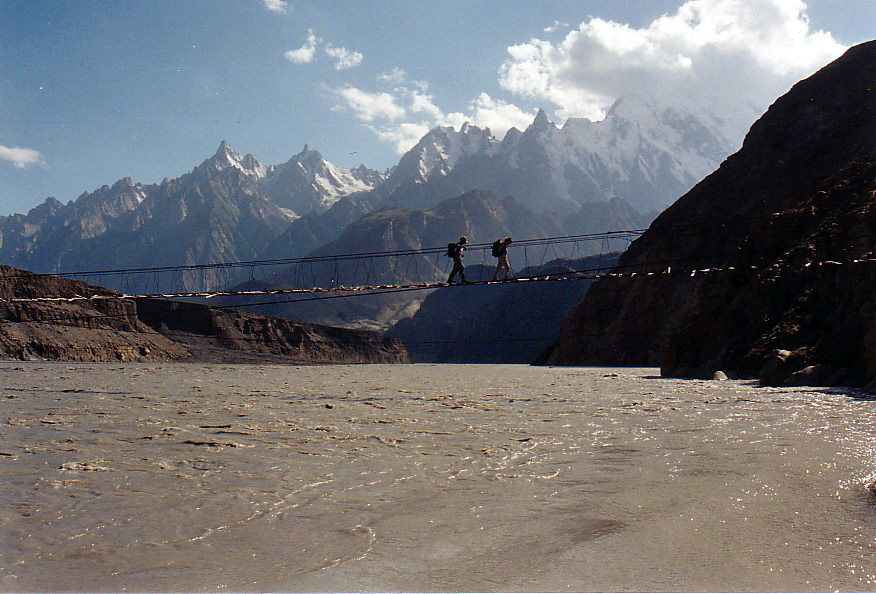
Hängebrücke über den Hunza-Fluss bei Passu

## Tourismus
Der 1978 fertiggestellte ausgebaute Karakorum Highway nach China führt durch das Hunzatal und erleichtert heute die Anreise zu der einst schwer zugänglichen Region. Touristisch ist das Gebiet wenig erschlossen, trotzdem gab es bis zum 11. September 2001 einen zwar schwachen, aber beständigen Strom von Touristen nach Hunza. Dieser bestand zumeist aus Alpinisten und Mountainbikefahrern. Bei diesen erfreute sich das Gebiet im und um das Hunzatal steigender Beliebtheit. Dieser Tourismus hörte aber nach den Ereignissen vom 11. September 2001 plötzlich so gut wie vollständig auf. Unter den Bergen ist vor allem der 7.788 m hohe Rakaposhi erwähnenswert, der auch von lokalen Mythen umrankt ist. Seltener, aber immer wieder anzutreffen sind Menschen auf der Suche nach den legendären Hunza des modernen Hunza-Mythos. Der Palast der Mirs kann besichtigt werden.

## Hunza-Mythos
Über die Hunzukuc gibt es viele moderne Mythen, die sich vor allem auf die Ernährung und Lebenserwartung konzentrieren. Seit den 1960er Jahren werden diese Vorstellungen als Hunza-Mythos kommerziell in Verbindung mit diversen Hunza-Produkten oder übertragen mit Esoterik und Ernährungslehren verbreitet.

### Ursachen und Wirkungen

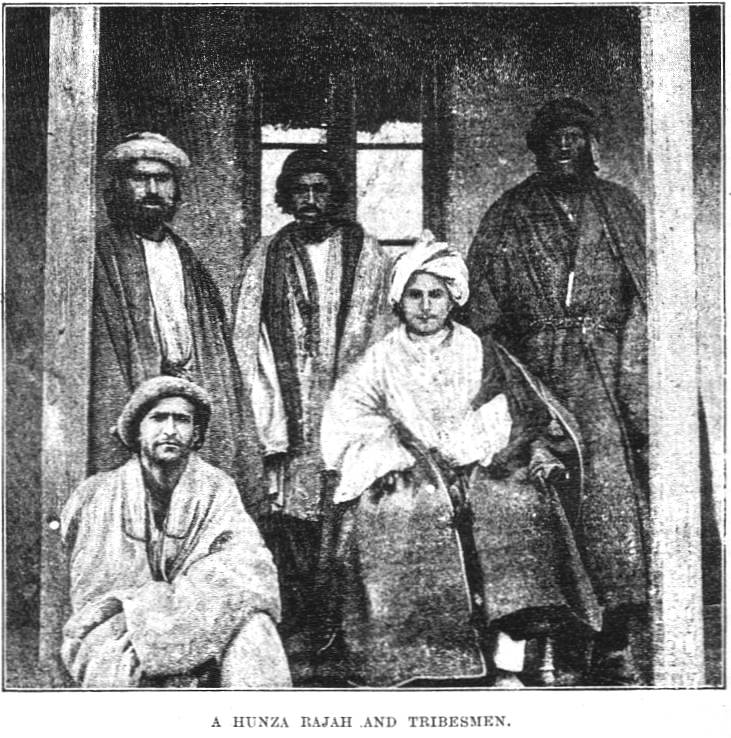
Hunzukuc

Den Schilderungen zufolge sind die Hunzukuc ein besonders friedfertiges Naturvolk, das seiner fleischarmen oder fleischlosen Ernährung, besonders mit Mineralien und Edelmetallen angereichertem Wasser, einem legendären und bislang nicht nachweisbaren Vollkornbrot (oft Hunza-Pie genannt), und besonderen „Himalayasalzen“ eine außerordentliche Langlebigkeit und Gesundheit verdankt. Häufig werden die Hunzukuc auch als Veganer dargestellt, die sich ausschließlich von Rohkost ernähren, ähnlich wie die ostafrikanischen Matyodi. Diverse Quellen sprechen den Hunzukuc eine Lebenserwartung von bis zu 130, manchmal sogar bis 145 Jahren zu. Obendrein haben sie angeblich nur wenige oder keine Krankheiten und sind bis ins hohe Alter überaus agil, was dazu führt, dass Männer jenseits der 100 Jahre noch Kinder zeugen, Felder bestellen und man in der Regel ohne vorherige Beschwerden stirbt.
Diese Legenden basieren vor allem auf einem Buch des US-Amerikaners Jerome Irving Cohen, der 1947 ein Buch mit dem Titel The Healthy Hunza veröffentlichte, der sich auf britische Militärangehörige als Quelle berief. Das Buch hatte bis in die 1960er Jahre keine nennenswerte öffentliche Resonanz, bis in den USA ein verstärktes Interesse an gesunder Ernährung einsetzte. Wissenschaftliche Studien, die das Gegenteil belegen, haben die Popularität des „Hunza-Mythos“ nicht erschüttern können.
Dies mag darin liegen, dass der „Hunza-Mythos“ ursprünglich durch Ralph Bircher, den Sohn des Schweizer Arztes und Ernährungsforschers Maximilian Oskar Bircher-Benner, bekannt wurde. Ralph Bircher veröffentlichte 1942 das anthropologische Buch Hunsa. Das Volk, das keine Krankheit kennt. zum Andenken an seinen 1939 verstorbenen Vater, der die Hunza als lebenden Beweis für die Richtigkeit seiner Ernährungslehre ansah. Ralph Bircher war jedoch nie in Pakistan. Der Erste, der von einem außergewöhnlich guten Gesundheitszustand der Hunza ausging, war der schottische Arzt Robert McCarrison (1878–1960), der als britischer Amtsarzt im nördlichen Grenzgebiet von Kaschmir tätig war. Zu seinen Aufgaben gehörte es, den Gesundheitszustand der Bevölkerung zu kontrollieren. 1913–1928 leitete er ein Gesundheitsforschungs-Institut in Coonoor, Indien. Berühmt geworden waren seine Ernährungsstudien an tausenden von Ratten, die mit verschiedenen Kostformen gefüttert wurden. Die Ratten, die nach Meinung von McCarrison ein der Kost der Hunza analoges Futter erhielten, waren zutraulich, verspielt und gesund, wie die Autopsien und histologischen Untersuchungen der Tiere ergaben. Dagegen waren die Ratten, die die bürgerliche englische Kost erhielten, aggressiv, bissig und krank. Die McCarrison Arbeit war jedoch nicht placebokontrolliert und wurde nie repliziert. Für seine Ernährungsstudien Studies in Deficiency Disease wurde McCarrison geadelt.

### Realität der Húnzukuc
Die geographische Lage und die Art des Geländes im Hunzatal macht Weidewirtschaft mit Rindern weitgehend unmöglich, weshalb sich die Hunzukuc auf Geflügel und Ziegen beschränken. Fleisch, aber vor allem Milch und Milchprodukte gehören zur traditionellen Ernährung. Butter, insbesondere spezielle aus Ziegenmilch bereitete Butter, genannt Ghee, wird zu beinahe allen Speisen gereicht, in Tee aufgelöst, heiß getrunken oder als Butterkugeln verzehrt.
Das harte Leben in der kargen und wenig fortschrittlichen Region fordert seinen Tribut, was zu einem mit anderen und benachbarten Bergvölkern vergleichbaren Gesundheitszustand führt. Demografische Daten aus dem Hunzatal sind bislang nicht veröffentlicht worden. Die durchschnittliche Lebenserwartung für Pakistan liegt laut pakistanischen Angaben bei etwas über 60 Jahren. Zur Lebenserwartung im wenig verkehrstechnisch ausgebauten und ländlichen Gebiet des Hunzatals stehen keine spezifischen Daten zur Verfügung.
Das Hunzatal ist wie die gesamte Region ein Jodmangelgebiet, weshalb Hunzukuc mit Kropf keine Seltenheit sind. Ebenfalls vermehrt treten Augenschädigungen wie grauer Star sowie Hautschädigungen wie vorzeitige Hautalterung und Hautkrebs auf, die auf die UV-Belastung in großer Höhe zurückzuführen sind. Japanische Mediziner haben bei Untersuchungen etliche Fälle von Krebs, Herzkrankheiten und Tuberkulose festgestellt und wenig Hinweise für eine besondere Langlebigkeit der Menschen gefunden. Die Kindersterblichkeit ist mit einer Todesrate von 30 % vor dem 10. Lebensjahr extrem hoch, zehn Prozent der Erwachsenen sterben vor dem 40. Lebensjahr.
Fehlende Geburtsregister auf Grund der Tatsache, dass die Hunzukuc keine Schriftsprache haben, sowie der hohe soziale Status der alten Menschen haben unter anderem dazu geführt, dass der anekdotenhafte Mythos der Langlebigkeit der Hunzukuc entstehen konnte.

### Vermarktung

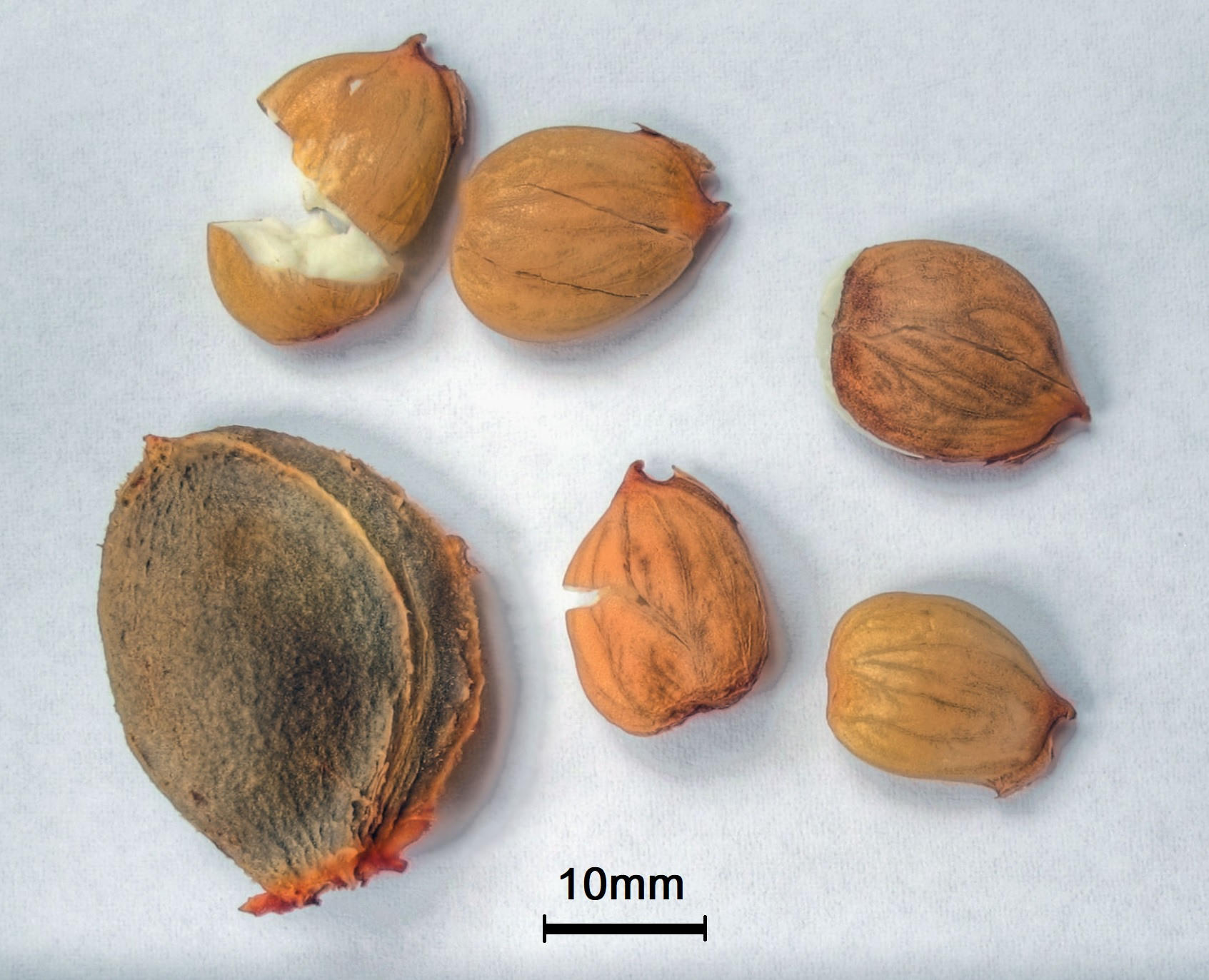
Aprikosenkerne

Angebliche Hunzaprodukte werden international vermarktet, vor allem in den USA und Europa. Von abgefülltem Gletscherwasser, das nicht immer aus dem Himalaya stammt, über Hunza-Aprikosen bis hin zu Hunza-Kristallsalz werden viele Produkte in Deutschland und weltweit angeboten. Im Hunzatal finden sich allerdings keine Salzvorkommen. Bei manchen der als „Hunzasalz“ beworbenen, recht teuren Salze konnte von unabhängiger Seite nachgewiesen werden, dass sie aus ganz anderen Gebieten in Pakistan stammen. Das bislang neueste auf die Hunzukuc zurückgeführte Hunza-Produkt ist eine umstrittene Therapie, bei der Aprikosenkerne, genauer das darin enthaltene Amygdalin, zur Krebsbekämpfung empfohlen werden.